# نافتالی تمو
نافتالی تمو (انگلیسی: Naftali Temu; ۲۰ آوریل ۱۹۴۵ – ۱۰ مارس ۲۰۰۳) دونده ماراتن و دونده دو استقامت اهل کنیا بود.
از افتخارات وی می‌توان به کسب مدال طلا دو ۱۰٬۰۰۰ متر در بازی‌های المپیک تابستانی ۱۹۶۸ اشاره کرد.